# Прогресс (дворец культуры, Новосибирск)
Дворец культуры «Прогресс» — социально-культурное заведение, расположенное в Заельцовском районе Новосибирска. Основан в период Великой Отечественной войны.

## История
Дворец культуры был создан во время Великой Отечественной войны. В 1941 году из подмосковного Красногорска в Новосибирск был эвакуирован приборостроительный завод. Вместе со стремительным развитием предприятия появилась и культурная жизнь. Для нового дома культуры — тогда он носил название Дома культуры имени Ворошилова — приспособили бывшие солдатские казармы.
В 1962 году дому культуры присвоили новое имя — «Прогресс».
В 1987 году при участии руководителя Новосибирского приборостроительного завода Б. С. Галущака дом культуры реконструировали, после чего «Прогресс» стал называться дворцом культуры.

## Мероприятия
В дворце культуры устраиваются различные детские праздники, фестивали, кинопремьеры, мастер-классы, проводятся лекции, организуются общественно-политические мероприятия и т. д.

## В искусстве
Учреждению посвящена песня группы Ploho «Дом культуры».